# Ester Krumbachová
Ester Krumbachová (12. listopadu 1923 Brno – 13. ledna 1996 Praha) byla česká filmařka. Ve své práci kombinovala řadu uměleckých profesí, neboť byla režisérka, dramatička, spisovatelka, scenáristka, výtvarnice, scénografka a kostýmní návrhářka. Jednalo se o výraznou představitelku československé nové vlny v 60. letech 20. století.

## Životopis

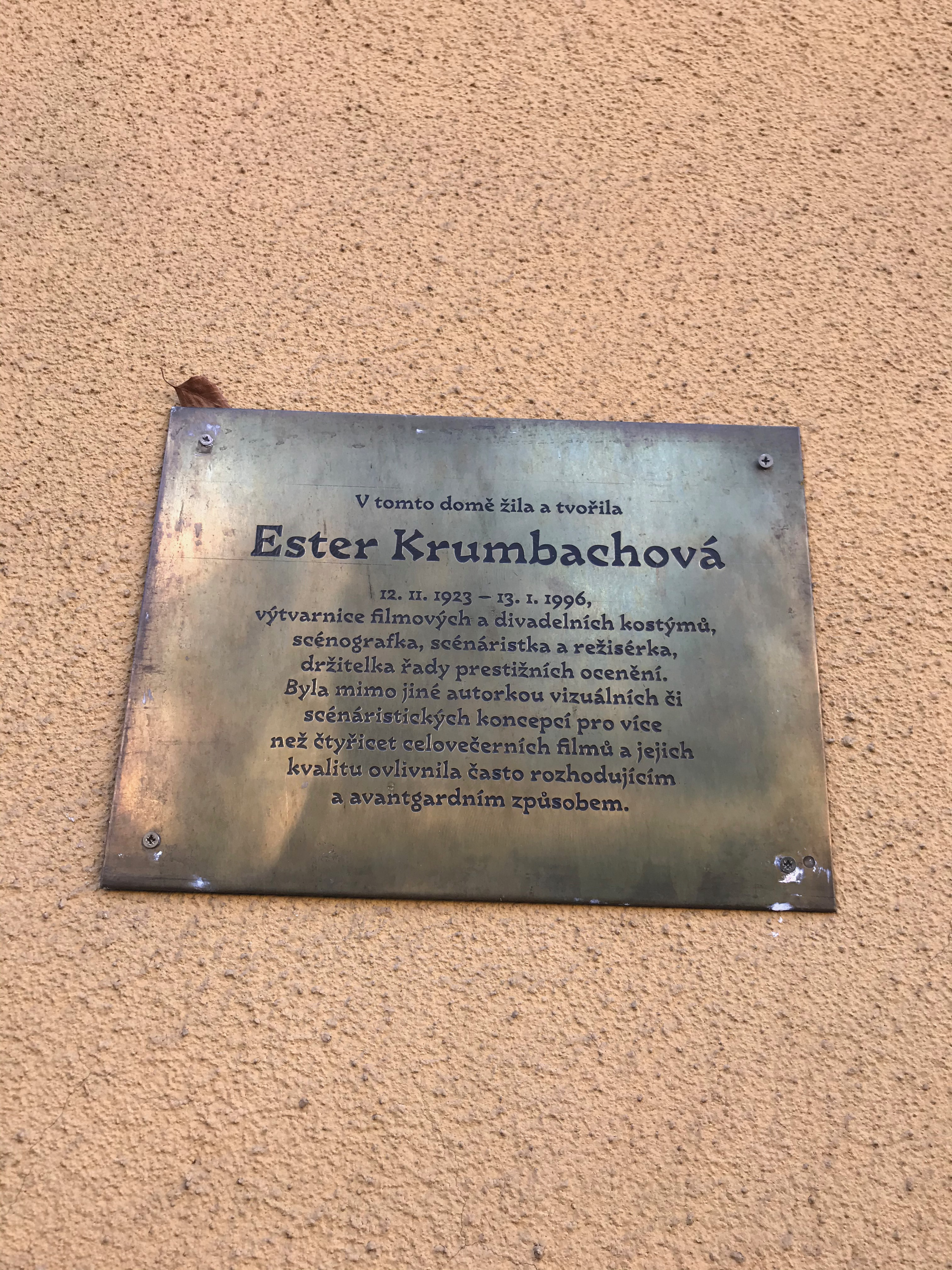
Plaketa Ester Krumbachové v Krči

Otec Jan Krumbach pocházel ze Slovenska, z Bratislavy-Petržalky. Působil jako úředník, prokurista, ředitel, obchodník a v Brně se také pohyboval kolem automobilismu a automobilových závodů. Hodně času trávil v cizině, až si našel jinou známost v Praze a Esteřinu matku s dvěma dětmi opustil. Matka Anna (23. února 1885 Brno – ?) rozená Nápravníková, která byla učitelka židovského původu a kromě Ester s ním měla ještě syna Jana (7. ledna 2021 Bratislava – ?), se tak ocitla v tíživé finanční situaci. Protože rutinní starost o domácnost nebyla silnou stránkou matky, běžný chod rodiny tak ležel zejména za protektorátu z velké části na dceři Ester. Na druhé straně údajná kolaborace či styky otce s nacisty možná ochránily opuštěnou ženu a děti před koncentračním táborem. Otec však zemřel ještě před koncem války.
Na začátku protektorátu Ester Krumbachová studovala na řádovém dívčím československém gymnáziu a na čtvrté české státní reálce v Brně. V letech 1943–1946 pak vystudovala Školu uměleckých řemesel (ŠUŘ) v Brně. Po škole kvůli nedostatku pracovních nabídek v oboru vystřídala řadu manuálních zaměstnání, např. pracovala jako aranžérka na zemědělských výstavách, pásla ovce v romské osadě, prodávala len, brigádničila jako zemědělská dělnice v pohraničních lesích. V Brně se 4. března 1950 na krátkou dobu poprvé provdala za architekta Boleslava Písaříka (19. března 1924 Anglie – 2. května 2023 Brno) – mimo jiné proto, aby se dostala z neutěšených bytových podmínek pavlačového domu na Údolní ulici. Manželství bylo rozvedeno 23. května 1952, avšak jen pár měsíců poté se Krumbachová 28. července 1952 provdala podruhé za Svatoslava Papeže (11. ledna 1923 Ivančice – 15. ledna 1996 Plzeň), absolventa brněnské konzervatoře, režiséra a překladatele, s nímž následně odešla do plzeňského divadla. Už v roce 1954 ale odjela z Plzně do Českých Budějovic a nastoupila na pozici propagační referentky v Krajském oblastním divadle, zanedlouho se tam začala uplatňovat jako scénografka a kostýmní výtvarnice. Zde se seznámila s režisérem Miroslavem Macháčkem, s nímž začala pracovat a žít. V roce 1956 s ním odešla do Prahy a navrhovala scény a kostýmy pro představení v Městských divadlech pražských a nakonec i v pražském Národním divadle.
V roce 1961 se etablovala i v českém filmu nejprve jako výtvarnice ve snímku Muž z prvního století režiséra Oldřicha Lipského. Coby výtvarnice a návrhářka kostýmů pak velmi často spolupracovala s mnoha režiséry nové vlny, ale také s režiséry starší generace, např. Otakarem Vávrou. Nějakou dobu (1963–1968) byla provdána za jednoho z režisérů „zlatých šedesátých“ Jana Němce, který byl v pořadí třetím manželem a se kterým spolupracovala na některých filmech. Dále spolupracovala i na trezorových snímcích Ucho Karla Kachyni a Valérie a týden divů
Jaromila Jireše, což během normalizace způsobilo, že od roku 1970 nesměla dlouhých 20 let u filmu vůbec pracovat.
V té době se věnovala především spisovatelské a scenáristické činnosti. Bydlela v Praze v bytě na Zelené Lišce, kde chovala kočky. Po roce 1989 se opět k filmování vrátila, nicméně její tehdejší návrat nebyl už zdaleka tak úspěšný jako tomu bylo v 60. letech 20. století. Trpěla také depresemi, které utápěla v alkoholu, což patrně uspíšilo její smrt v roce 1996.

## Pozůstalost a výstavy
V roce 2016 se díky iniciativě kurátorek Zuzany Blochové a Edith Jeřábkové ze spolku Are podařilo získat od dědiců kompletní pozůstalost Krumbachové a ta bude postupně zpřístupňována veřejnosti. Na přelomu let 2017–2018 se konala v Praze první výstava z této pozůstalosti v galerii Tranzitdisplay. Na přelomu let 2021–2022 byla v Domě umění města Brna kurátorkami Edith Jeřábkovou a Kateřinou Svatoňovou uspořádána další výstava, kde součástí expozice byly i živé kočky. V prosinci 2023 proběhlo v Brně v jedinečně zachovaném bytě básníka Zeno Kaprála na Údolní ulici 17, který v současnosti slouží jako kulturní prostor pod názvem Rezidence Café Kaprál, participativní čtení textů z pozůstalosti Ester Krumbachové. 

## Režisér Jan Němec o spolupráci
„Ester Krumbachová byla múza, jakási šedá eminence filmů ze šedesátých let. Pracovala se mnou jako výtvarnice na filmu Démanty noci, společně jsme napsali scénář k O slavnosti a hostech a spolupracovali jsme na filmu Mučedníci lásky. Když jsem byl v Amsterdamu, vymysleli jsme spolu přes telefon krátký film Matka a syn. Byla talentovaná, psala, tvořila kostýmy a návrhy, ovlivnila nejen mě, ale i Věru Chytilovou. Otakar Vávra a Karel Kachyňa natočili své nejlepší filmy ve spolupráci s ní. Pozitivně ovlivnila český film.“ (Jan Němec)

## Filmografie (výběr)
- 1961 Muž z prvního století (kostýmy)
- 1962 Transport z ráje (kostýmy)
- 1962 Kočár nejsvětější svátosti (kostýmy)
- 1964 Kdyby tisíc klarinetů (kostýmy)
- 1966 O slavnosti a hostech (scénář společně s Janem Němcem)
- 1966 Sedmikrásky (scénář společně s režisérkou Věrou Chytilovou)
- 1966 Romance pro křídlovku (kostýmy)
- 1969 Kladivo na čarodějnice (technický scénář)
- 1968 Všichni dobří rodáci (kostýmy)
- 1970 Vražda ing. Čerta (režie, scénář)
- 1970 Valerie a týden divů (scénář společně s režisérem Jaromilem Jirešem)
- 1970 Už zase skáču přes kaluže (kostýmy)
- 1971 Tajemství velikého vypravěče (kostýmy)
- 1972 Byli jednou dva písaři (kostýmy)
- 1985 Faunovo velmi pozdní odpoledne (scénář společně s režisérkou Věrou Chytilovou)
- 1996 Marian (kostýmy)

### Filmové dokumenty o Ester Krumbachové
- 1993 GEN – Ester Krumbachová očima Jana Němce – díl z dokumentárního cyklu ČT
- 2005 Pátrání po Ester – dokumentární životopisný film o Ester Krumbachové režisérky Věry Chytilové
- 2013 Zlatá šedesátá II / Ester Krumbachová – díl z dokumentárního cyklu ČT